# Gamasiphis erinaceus
Gamasiphis erinaceus är en spindeldjursart som beskrevs av Wolfgang Karg 1993. Gamasiphis erinaceus ingår i släktet Gamasiphis och familjen Ologamasidae. Inga underarter finns listade i Catalogue of Life.